# Pauline Bonaparte
Marie Paulette Bonaparte, poznata i kao Pauline Bonaparte, (Ajaccio, Korzika, 20. listopada 1780. – Firenca, Italija, 9. lipnja 1825.) - guastallska vojvotkinja i omiljena sestra Napoleona I. Bonapartea.
Pauline je bila šesto dijete Leticije Ramolino i Carla Maria Bonapartea te supruga francuskog generala Charlesa Victora Emmanuela Leclerca. Iz tog se braka rodilo jedno dijete Dermide Leclerc, koji je umro u ranoj životnoj dobi. Nakon muževe smrti 1803., Pauline se udaje za kneza Camilla Borghesea. Naslov vojvotiknje Guastalle stječe 1805., a njome je vladala sve do 1814. godine. Od obitelji Bonaparte jedina je bila u mogućnosti posjetiti svoga brata Napoleona I., na otoku Elbi, gdje je boravio tijekom svoga progonstva. Talijanski kipar Antonio Canova isklesao je Paulinin kip i usporedio ju s božicom Venerom.